# 岐阜県道76号国府見座線
岐阜県道76号国府見座線（ぎふけんどう76ごう こくふみざせん）は、岐阜県高山市国府町から同市上宝町に至る主要地方道（岐阜県道）である。
古くは荒城街道と呼ばれ、十三墓峠の前後は越中東街道であった。

## 概要
高山市国府町広瀬町の国道41号が起点。国府の市街地から大坂峠（通称:十三墓峠）を経て、高山市上宝町に入る。上宝町の中心部付近、同市上宝町見座の国道471号交点が終点。
大坂峠の国府側麓から峠に至るまでの道程およそ4キロメートルは道路幅の狭いヘアピンカーブが多い。2013年に起点から終点までの全区間が岐阜県の二次緊急輸送道路に指定され、それに伴う拡幅改良工事が進められている。

### 路線データ
- 始点：岐阜県高山市国府町広瀬町 広瀬交差点（国道41号交点）
- 終点：岐阜県高山市上宝町見座（国道471号交点）
- 総延長：約28.89km

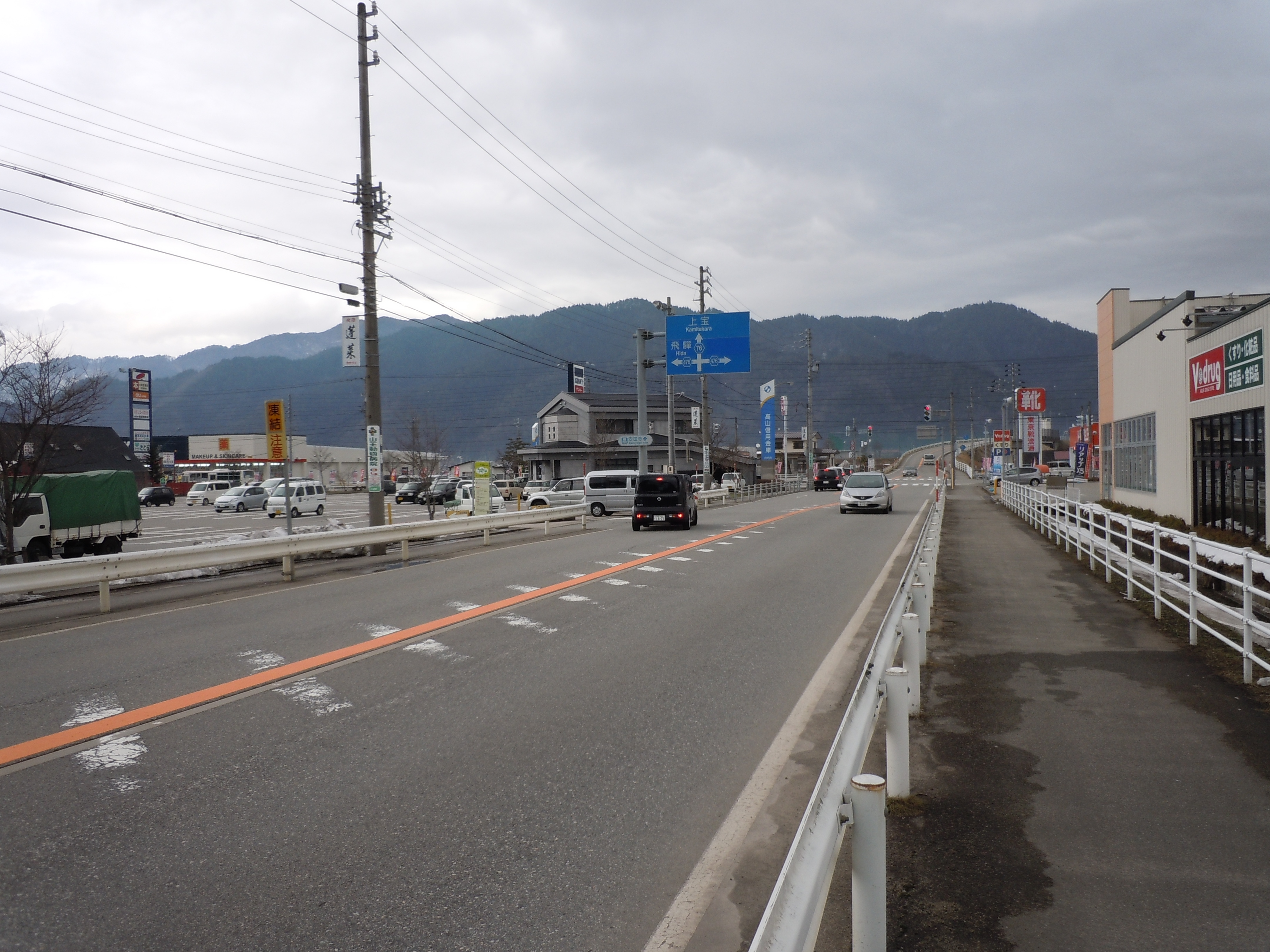
起点付近の高山市国府町
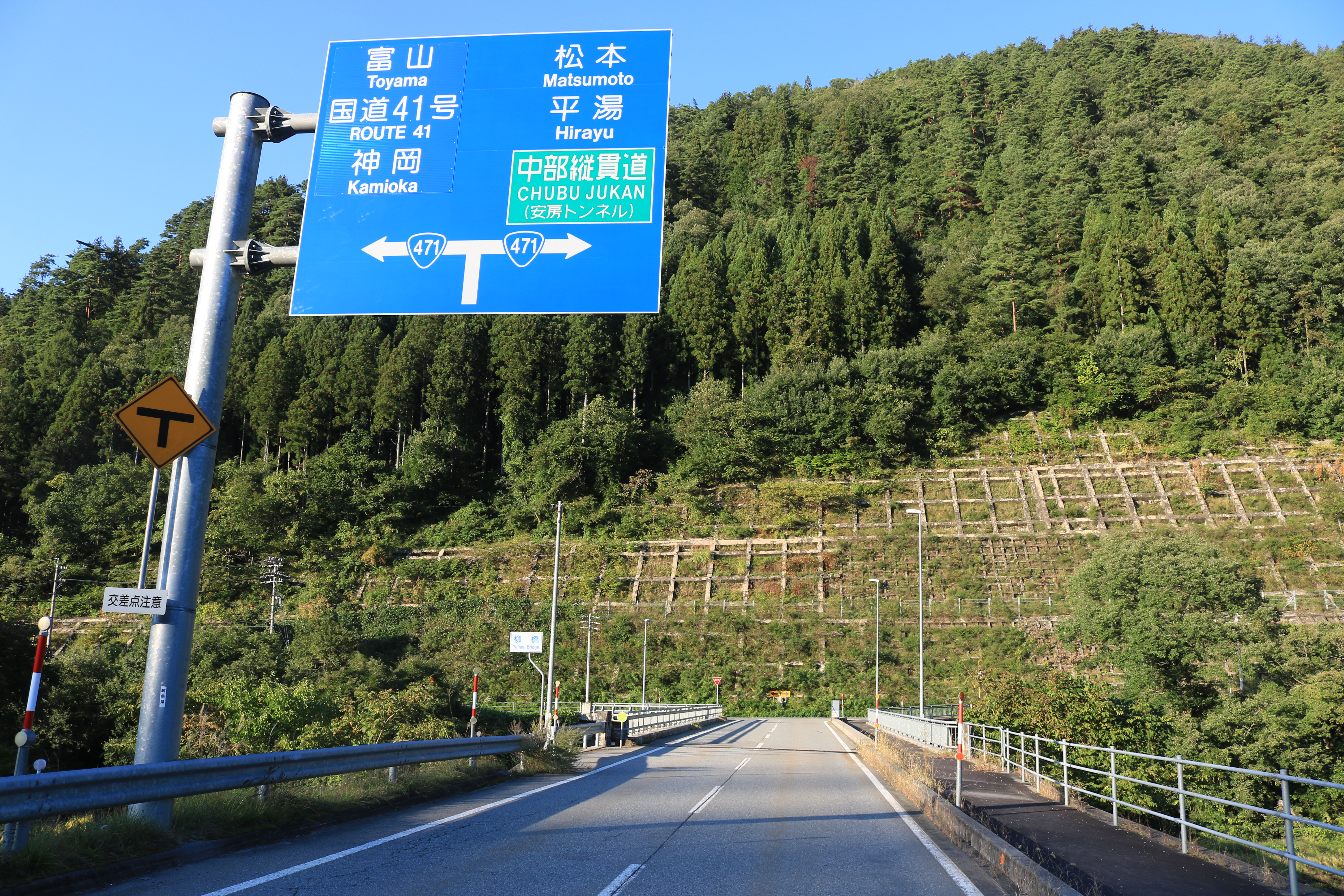
高原川に架かる柳橋、この先が終点で、国道471号に接続する、高山市上宝町見座

## 歴史
- 1960年（昭和35年）2月5日 - 県道上宝国府線として認定。
- 1971年（昭和46年）6月26日 - 建設省（現・国土交通省）から、県道上宝国府線が国府見座線として主要地方道に指定される。
- 1972年（昭和47年）3月31日 - 路線名を県道国府見座線とし再認定。

## 通過する自治体

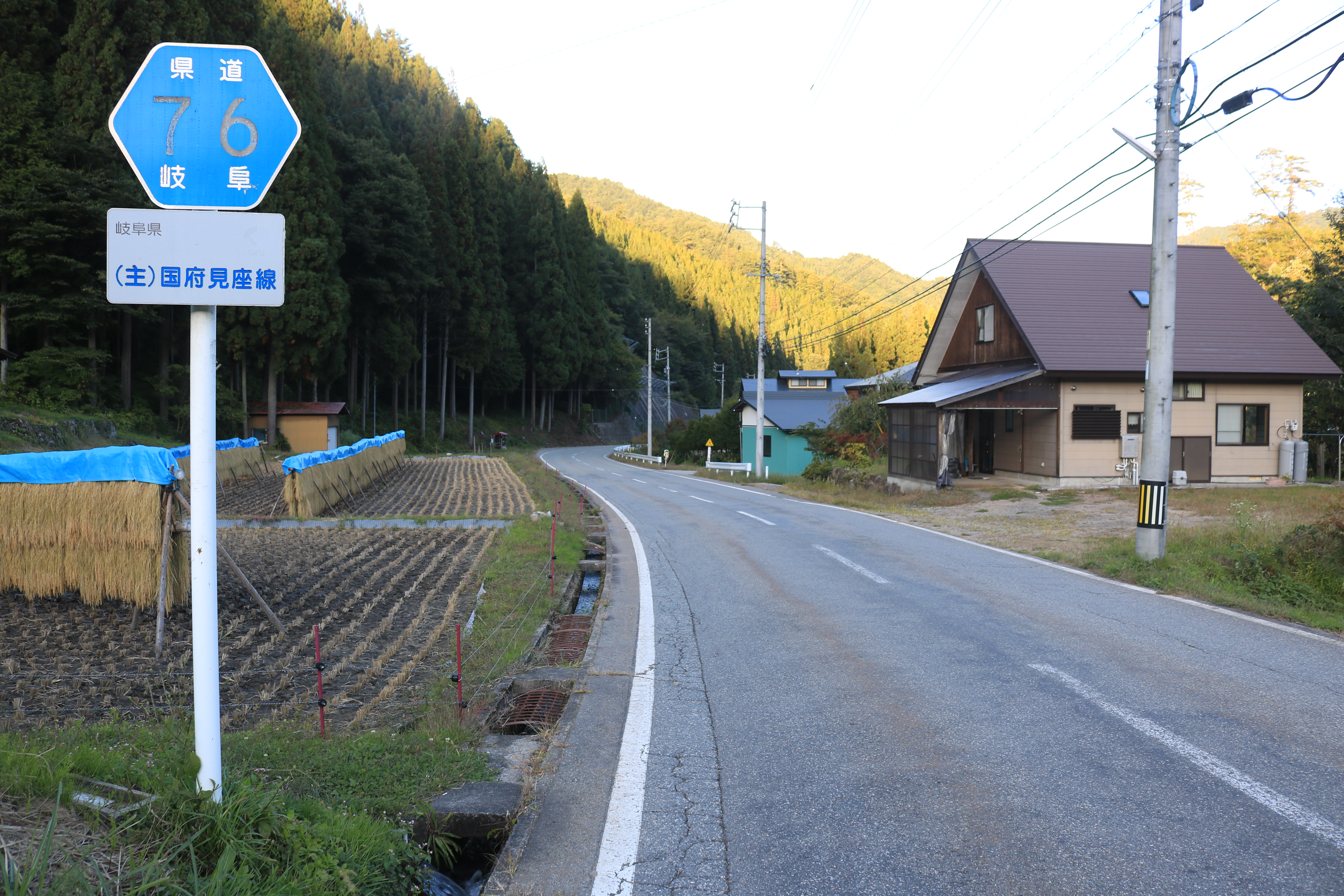
高山市上宝町蔵柱にて

- 岐阜県
  - 高山市

## 接続路線
- 国道41号（高山市国府町広瀬町 広瀬交差点）
- 岐阜県道476号古川国府線（高山市国府町広瀬町 広瀬北交差点）
- 岐阜県道473号鼠餅古川線（高山市国府町八日町）
- 岐阜県道477号長倉神岡線（高山市上宝町本郷）
- 国道471号（高山市上宝町見座）

## 周辺施設
- 国府リバーサイドショッピングタウン
- 高山市立国府中学校
- 飛騨学園こくふ保育園
- 荒城農業体験交流館
- 安国寺
- 京都大学大学院理学研究科附属飛騨天文台
- 高山市立北稜中学校
- 高山市上宝支所
- 高山市立本郷小学校